# Palmar
För andra betydelser, se Palmar (olika betydelser).
Palmar betecknar inom anatomin en position i riktning mot handens (manus) handflata (palma manus). En synonym är volar. Motsats är dorsal, i riktning mot handryggen (dorsum manus).